# Nuomin (köpinghuvudort i Kina, Inner Mongolia Autonomous Region, lat 49,20, long 123,73)
Nuomin (kinesiska: 诺敏, 诺敏镇) är en köpinghuvudort i Kina. Den ligger i den autonoma regionen Inre Mongoliet, i den norra delen av landet, omkring 1 300 kilometer nordost om regionhuvudstaden Hohhot. Antalet invånare är 17 068. Befolkningen består av 8 282 kvinnor och 8 786 män. Barn under 15 år utgör 16,0 %, vuxna 15-64 år 77 %, och äldre över 65 år 6,0 %.
Runt Nuomin är det mycket glesbefolkat, med 4 invånare per kvadratkilometer. Det finns inga andra samhällen i närheten. Trakten runt Nuomin består till största delen av jordbruksmark.
Genomsnittlig årsnederbörd är 847 millimeter. Den regnigaste månaden är juli, med i genomsnitt 234 mm nederbörd, och den torraste är januari, med 8 mm nederbörd.